# Virginie Yassef
 (janvier 2014).
Virginie Yassef est une artiste contemporaine française née à Grasse en 1970. Elle vit et travaille à Paris.
Elle a été nommée en 2007 pour le Prix Fondation d'entreprise Ricard.

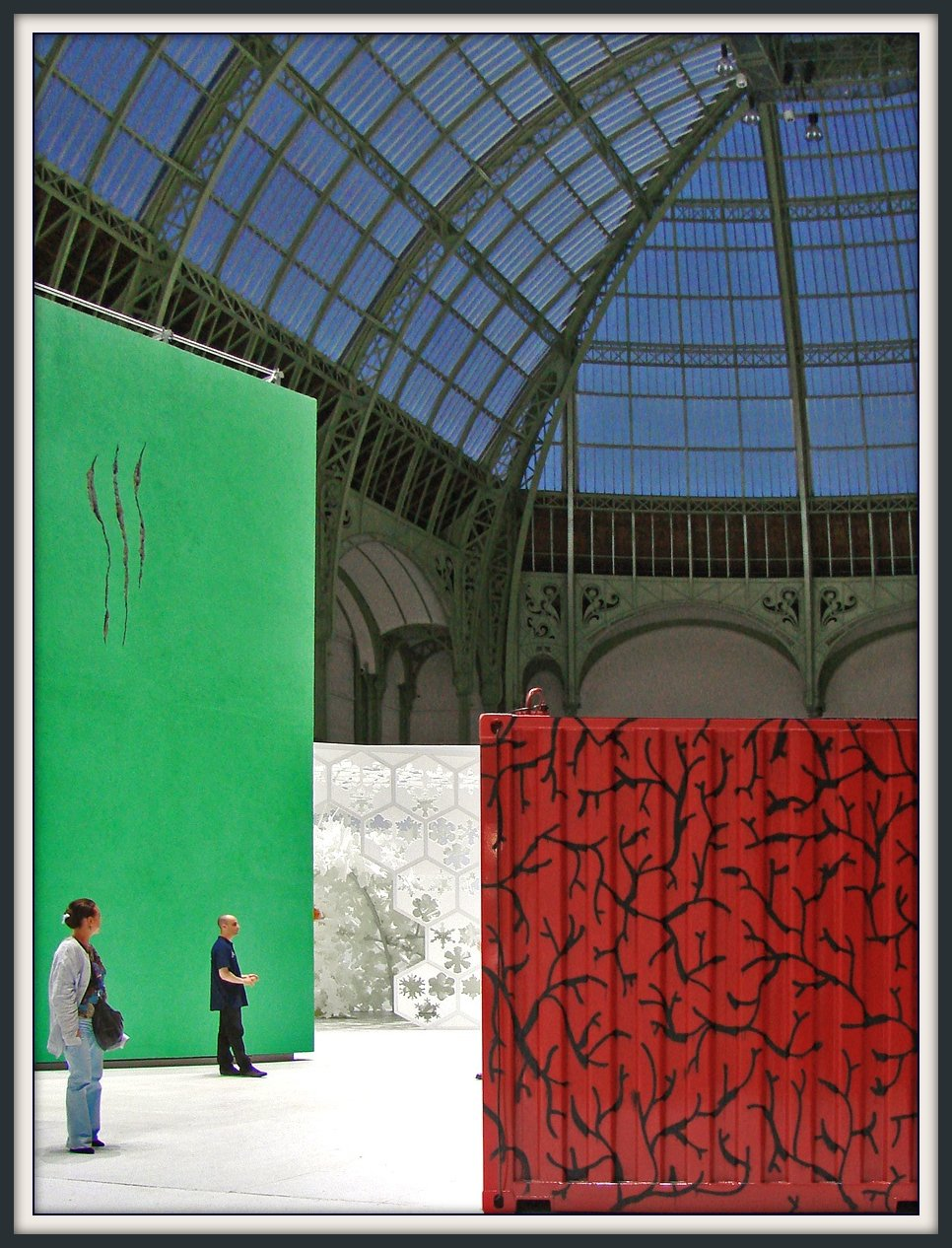
La Force de l'art (Grand Palais)

## Expositions

### 2014
Expositions personnelles :
- Ils se déplacent à la vitesse d’un mètre par seconde !, Espace Croisé, Centre d'art contemporain, Roubaix, France
- Au milieu du Crétacé, Galerie GP & N Vallois, Paris, France[1]

Expositions collectives :
Nouvel accrochage de la collection permanente, Mac /Val, Vitry-sur-Seine, France

### 2013
Expositions personnelles :
- L'objet du doute, Nuit blanche, Rue des cascades, Paris, France
- L'arbre (avec Julien Prévieux), Prospectif cinéma, Centre Pompidou, Paris, France
- La Pierre qui parle, Commissaire : Caroline Hancock, Le S0ocle, Parc des Buttes-Chaumont, Paris, France
- Le signe singe (avec Julien Bismuth), La Ferme du Buisson, Noisiel, France

Expositions collectives :
- Archeologia[2], Frac Bretagne, Rennes, France, Commissariat : 40mcube
- La distance juste[3], commissaire : Albertine de Galbert, Galerie GP & N Vallois, Paris, France
- Capitaine Futur et les super pouvoirs, la Gaîté Lyrique, Paris, France
- L’arbre qui ne meurt jamais, Théâtre des Sablons, Neuilly, France

### 2012
Exposition personnelle :
- Un mur de sable vient de tomber, La Galerie, Noisy-le-Sec, France

Expositions collectives:
- Jamais deux fois pareil (ou presque), Orange Rouge, 6b, Saint-Denis, France
- Touche à tout, Bollag, Space Basel, Bâle, Suisse

### 2011
Exposition personnelle :
- Dialogic, Parours Saint-Germain, Hôtel Lutetia, Paris, France (avec Julien Bismuth)

Expositions collectives :
- Mémoires vives, Chapelle vidéo #2 au musée d’art et d’histoire de Saint-Denis, Saint-Denis, France
- Petite Chasse au Snark, Frac Languedoc Roussillon, Montpellier, France
- 2000-2011 : Soudain, Déjà, commissaire : Guillaume Désanges, École nationale des Beaux-Arts, Paris, France
- Nuit Blanche, commissaires : Alexia Fabre et Franck Lamy, Paris, France
- 'Weltraum. Kunst und ein Traum – Space. Art and A Dream', commissaire : Catherine Hug, Kunsthalle, Vienne,

Autriche*
- Dérives, saison vidéo, Espace Croisé, centre d’art

contemporain, Roubaix, France

### 2010
Expositions personnelles :
- Coûte que coûte il nous faut atteindre la rivière de la queue coupée, Le Grand Atelier, École d’art de Clermont Métropole, Clermont-Ferrand, France
- Pour le réveiller, il suffit d’un souffle, Galerie Georges-Philippe et Nathalie Vallois, (Project Room), Paris, France

Expositions collectives :
- Qui es tu Peter? Commissaires: Joanna Chevalier et Hervé Mikaeloff, Espace culturel Louis Vuitton, Paris, France
- Aires de jeux, LaPolice ou les corsaires, commissaires: Vincent Romagny, Le Quartier, Quimper, France
- Everyday(s), commissaires: Fabienne Bernardini et An Schiltz, Casino, Luxembourg*
- Auteur/Amateur, commissaire : Julien Bismuth, Layr Wuestenhagen Contemporary, Vienne, Autriche
- Chemin faisant... A Walk Around the Block, La Ferme du Buisson, Noisiel, France
- Le Carillon de Big Ben, Centre d’art contemporain Le Crédac, Ivry-sur-Seine, France
- Collège Robinson, commissaire : Cécilia Bekanovic, Les Ateliers des Arques, Les Arques, France

### 2009
Exposition personnelle :
- Le Millième Moustique, Galerie Georges-Philippe et Nathalie Vallois Paris, France

Expositions collectives:
- Plastique Danse Flore, (exposition collective) Potager du Roi, Château de Versailles, France
- La force de l'art 02, Paris, France
- Wake up, please, Le Quartier, Quimper, France
- Dreamtime, Les Abbatoirs et Grotte du Mas d’Azil, Toulouse, France
- Le travail de rivière, Centre d’art contemporain Le Crédac, Ivry-sur-Seine, France*
- Ce qui demeure est le futur, commissaires : Catherine Francblin, Bernard Marcadé et Bénédicte Ramade, Maison de la culture, Amiens, France*
- 169A2, appartement d’Eric Stephany, Paris

### 2008
Expositions personnelles :
- Some Magical Clangs, CRAC Alsace, Altkirch, France*
- La seconde est partie la première,

commissaire : Fabienne Fulchéri, Jeu de Paume, Paris, France*
- Alloy, Galerie Fi:af, New York, USA
- A six soleil de marche,

commissaire : Anne Bonin, Espace Nespresso, Paris, France
Expositions collectives :
- ... et pour quelques dollars de plus, commissaire: Stéphane Thidet, Fondation Ricard, Paris, France
- Persona, Parc Saint Léger Centre d’art, Pougues-les-Eaux, France
- La Poursuite, Point Éphémère, Paris, France

### 2007
Exposition personnelle :
- Virginie Yassef, "Alloy" / Vincent Lamouroux, Galerie Georges-Philippe et Nathalie Vallois, Paris, France

Expositions collectives:
- Vite une échelle!, Point Éphémère, Paris, France
- Dadada, commissaire : Pierre Courtin, Galerija 10m2, Sarajevo, Bosnie-Herzégovine
- We can't be stopped, Galerie Nuke, Paris, France
- France (exposition collective), La Générale, Paris, France
- Invitation furtive pour candidatures spontanées, La Station, Nice, France
- The Man who shot Liberty Valence, La galerie extérieure, Truth or Consequences, USA
- Ideal.tv, Londres, Royaume-Uni

2005
Expositions collectives :
- Au-delà du Copan, Beyond the Copan -Supernatural Urbanism, commissaires: Martin Grossmann et Carlos Cardenas, Espace Paul Ricard, Paris, France
- Dérivé -Rendez-vous 2005, Biennale de Lyon, commissaire: Keren Detton, Musée d’art contemporain, Lyon, France
- Rainbow Pickett, Bétonsalon, Paris, France
- La Nuit des Musées, Lumière(s) dans la nuit, (video projection), Musée d'art Moderne et Contemporain, Strasbourg, France
- Attention à la Marche (histoires de gestes), commissaire: Julie Pellegrin, La Galerie, Noisy-Le-Sec, France
- 001 nuits, parcours artistique nocturne, Strasbourg, France
- Timeline vol. 2, Betonsalon, Paris, France
- Made in Paris : Photo/vidéo, The centre of Attention, Londres, Angleterre

2006
Expositions collectives :
- Speech Box, commissaire : Veronica Wiman, Teater 3, Stockholm, Sweden
- Sol Système, commissaire: Jean-Max Colard et Patrice Joly, Centre d'art Passerelle, Brest, France
- Modules, Palais de Tokyo, Paris, France
- La position du tireur couché, commissaire : Julien Prévieux, Le Plateau - Frac Île-de-France, Paris, France
- Guet-Apens, commissaire : Stéphane Tidet, La Générale, Paris, France
- Befremdliche Geschichten / Étranges Fictions, commissaire : Sophie Kaplan, Schloss

Agathenburg, Agathenburg, Allemagne*
- Au stade et caetera, Musée Géo-Charles, Échirolles, France
- La Force de l'Art, commissaire : Bernard Marcadé, Grand Palais, Paris, France
- Le Bord du Monde / Récurrences dérobées, commissaire : Raphaël Zarka, Bétonsalon, Paris, France
- Noir c'est la vie (...comme un polar), Abbaye de Saint-André, Meymac, France (avec Julien Berthier)
- Vidéo-salon, Galerija10m2, Sarajevo, Bosnie-Herzégovine
- é évènement, Trafic FRAC Haute-Normandie, Sotteville-lès-Rouen, France
- Dusk, (video projection), Diva Miami Beach 06, Miami, USA

### 2004
- Everything's gonna be alright[4], Paris, France (avec Julien Berthier)